# HK CSKA Moskva
HC CSKA Moskva (rus. Цcкa Москва) ruski je hokejaški klub iz Moskve. Natječe se u ligi KHL.

## Uspjesi
Sovjetsko prvenstvo:
- Prvak: 1948., 1949., 1950., 1955., 1956., 1958., 1959., 1960., 1961., 1963., 1964., 1965., 1966., 1968., 1970., 1971., 1972., 1973., 1975., 1977., 1978., 1979., 1980., 1981., 1982., 1983., 1984., 1985., 1986., 1987., 1988., 1989.
- Doprvak: 1947., 1952., 1953., 1954., 1957., 1967., 1969., 1974., 1976., 1990., 1992.
- Trećeplasirani: 1962.

Europski kup
- Pobjednik: 1969., 1970., 1971., 1972., 1973., 1974., 1976., 1979., 1980., 1981., 1982., 1983., 1984., 1985., 1986., 1987., 1988., 1989., 1990.

Spenglerov kup:
- Pobjednik: 1991.